# Éamon de Valera
Éamon de Valera, född 14 oktober 1882 i New York i delstaten New York, död 29 augusti 1975 i Dublin, var en irländsk politiker som tjänstgjorde som taoiseach (Irlands premiärminister) 1932–1948, 1951–1954 och 1957–1959. Därefter var han Irlands president, 1959–1973.

## Biografi
Éamon de Valera var född i New York. Uppgifterna om hans härkomst är något dunkla. Den av honom själv uppgivna fadern var skulptören Juan de Valera från Kuba och hans mor var irländskan Catherine Coll. Uppgifterna har senare ifrågasatts av en del forskare som menar att Juan de Valera möjligen är en fiktiv person, uppfunnen av Catherine Coll, alternativt att hon i brist på bättre alternativ i efterhand utpekade den 1885 döde skulptören som Éamons far. Problemet med bevisföringen är att den är nästan helt e silentio, det vill säga att man har dragit slutsatsen att eftersom inga äktenskaps- och dopbevis med mera har kunnat återfinnas så har de heller aldrig existerat. Den mest sannolika förklaringen till oklarheterna är att de Valeras föräldrar inte var gifta, vilket i dåtiden var ett stort problem för en troende katolik, och i vissa fall ett karriärhinder.
Som barn skickades de Valera till Irland för att gå i skola och han blev sedermera lärare i matematik.
Han började tidigt kämpa för Irlands frigörelse och hamnade ofta i fängelse. Han dömdes till döden för sitt deltagande i Påskupproret 1916, men domen omvandlades till fängelse och han fick amnesti och frigavs 1917.
Samma år blev de Valera ledare för Sinn Féin, men arresterades på nytt året därpå. Han lyckades fly till USA och återvände till Irland 1920 där han ledde kampen mot Storbritannien från sitt gömställe i Dublin. Han utropades till president av Irländska republiken 1921. De Valera vägrade acceptera det fördrag som framförhandlades i slutet av 1921 mellan företrädare för hans regering och för Storbritanniens. Fördraget innebar att republiken inte erkändes och att Irland delades i två: Irländska fristaten och Nordirland. Under det irländska inbördeskriget tillhörde han den republikanska sidan, som till slut besegrades. Han arresterades ånyo 1923 och fick tillbringa ett år i fängelse.
1926 bildade han ett nytt parti, Fianna Fáil, som valde att verka inom systemet istället för att fortsätta motståndet. Han valdes till premiärminister och utrikesminister 1932 och avskaffade omgående tro- och huldhetseden gentemot den brittiska monarken.
Éamon de Valera var en stark förkämpe för det iriska språket vilket ledde till utformningen av konstitutionen 1937, där det fastslogs att iriskan var förstaspråk och engelska var det andra officiella språket. Problemet låg här i skillnaden gentemot verkligheten, då cirka 85-90% av alla irländare redan innan självständigheten talade engelska. Konstitutionen vars utformning kan tillskrivas honom blev starkt kontroversiell, inte minst eftersom den fastslog att hela det irländska territoriet skall omfattas av den, därmed även Nordirland. 
Under andra världskriget upprätthöll han en strikt neutralitet men deklarerade den 2 september 1939 att undantagstillstånd rådde i landet, vilket irländarna kallar "The emergencies". Samtidigt lät han de allierade få ta del av väderleksrapporter och andra uppgifter som kom att spela stor roll inför Dagen D. Undantagstillståndet upphörde först i maj 1946.
Han led nederlag i valet 1948, men omvaldes till taoiseach 1951-1954 och 1957-1959.
Åren 1959-1973 var han Irländska republikens president. När han avgick, 90 år gammal, var han världens äldste statsman och sedan länge i praktiken blind.